# Mi costilla es un hueso
Mi costilla es un hueso es una revista musical, denominada como «Historieta cómico-vodevilesca», en un prólogo y nueve cuadros, considerados como tres actos, con libreto de Joaquín Vela y Enrique Sierra y música del maestro Francisco Alonso. Se estrenó con gran éxito en el Teatro Maravillas de Madrid el 14 de octubre de 1932.
Es un ejemplo claro de la revista de los años 30, en donde se aprecia la influencia de los nuevos gustos del público por las películas americanas o los lugares exóticos, sin abandonar sus raíces en el sainete o la comedia más castiza. El libreto emplea todos sus recursos, y con un argumento de comedia de enredos despliega una serie de cuadros con grandes efectos escenográficos, muy vistosos para los números de conjunto.
La música corre a cargo del maestro Francisco Alonso, quien emplea todos sus conocimientos sobre los gustos del público en una partitura muy interesante, con una fuerte presencia de la técnica y de la línea melódica moderna mezclada con concesiones a números más clásicos. Se pueden destacar números como El fox del bobito, El dúo de la modistilla y el Estudiante o el célebre Chotis del Nicéforo.

## Argumento
La acción transcurre en Madrid y California en la época del estreno (1932).
La asociación filantrópica «El sostén de las casadas» se dedica a repartir premios a las esposas más virtuosas. Se presenta, reclamando el premio, uno de los maridos, Nicéforo Mejía, ya que su mujer se ha fugado con otro.
La asociación se niega a entregar el dinero, por lo que Nicéforo propone una apuesta: demostrar que una mujer casada es infiel a su marido. La socia escogida es Abundia Chinchilla, esposa de Alejo Martínez, dueño de una tienda de muñecos.
Alejo se hace pasar por un duque ruso, exiliado de la revolución, para poder vender los muñecos a precios muy altos, cosa que exaspera a su mujer Abundia. En esta tarea le ayuda Mosquera, un sinvergüenza que saca partido de cualquier situación. Pero este truco tiene sus consecuencias: una vecina vedette, llamada Susana, cae enamorada perdidamente de Alejo.
Susana viene a visitarlo a la tienda y Nicéforo la confunde como la mujer de Alejo. Él les hace una oferta para que ella sea infiel a su marido. Aceptan la oferta con la condición de poder llevarla a cabo en otro lado, proponiendo California.
Se embarcan todos en un crucero de lujo hacia California, donde tratan de que Susana sea infiel con cualquiera de los marineros de la tripulación. Al llegar a California, le ofrecen a Susana un papel en una película, y durante su ensayo con un camarero creen que es infiel al marido.
Al final logran convencerla, pero llega Don Melquiades, secretario de la asociación, con la noticia de que Susana no es la esposa y desenmascara la farsa de Alejo y Abundia.
La obra concluye con un vistoso desfile de la nueva atracción en la que comenzarán a trabajar para poder volver a casa.

## Números musicales
- Preludio (Orquesta).

- Cuadro del Bar Americano: "Hoy las chicas guayabo».

- Intermedio (Orquesta).

- Fox-trot del Bobito: "Soy Bobín, bobito».

- Chotis del Nicéforo: "Fue en la piscina del Manzanares».

- Fin del Cuadro tercero (Orquesta).

- Vals hawaiano (Orquesta).

- Canción de Mary: "De aquel amor que tuve».

- Apoteosis de los Cowboys: «Todos los cowboys esperando están».

- Fox-trot de los Grumetes: "Compañeros, compañeros».

- Canción del beso: "Un beso con recargo».

- Couplets del siberiano: "Cierto jefe bolchevique».

- Dúo de la modistilla y el Estudiante: «Chiquilla, mi garbosa modistilla».

- Apoteosis Verde y Plata - Desfile de la compañía - Fin de la Obra (Orquesta).

## Personajes principales
- Nicéforo, achulado fabricante de jabón y antiguo picador de toros.

- Alejo, fabricante de muñecos y aristócrata ruso falso.

- Mosquera, amigo sinvergüenza de Alejo y cómplice en la farsa.

- Don Melquiades, secretario de la asociación y tartamudo.

- Abundia, esposa de Nicéforo y mujer de fuerte carácter.

- Susana, vedette de revista y enamorada de Alejo.

- Ágata, criada de Alejo y cortejada por Mosquera.